# Периптер
Периптер (на гръцки: περίπτερος) в архитектурата е вид древногръцки или римски храм, заобиколен от портик с колони. При него от всичките четири страни на целата (наоса) има колонада (pteron) и така се създава четиристранна аркада (перистил). По аналогия периптер означава и периметъра на сградата (обикновено класически храм), когато този периметър е съставен от колони. Терминът често се използва за сгради в дорийски стил.
Периптерът може да бъде портик, павилион или параклис. Ако е съставен от четири колони, се нарича тетрастил; от шест – шестостил; от осем – октастил; от десет – декастил; и от дванадесет – додекастил. Ако колоните са монтирани в стената, вместо да стоят самостоятелно, сградата е псевдопериптер. 